# دوکوهتوری
دوکوهتوری (اندونزیایی: Dukuhturi) شهری در استان جاوه مرکزی کشور اندونزی است. جمعیت این شهر بر اساس سرشماری سال ۱۹۹۰ میلادی، ۷۰٫۸۵۵ نفر و بر اساس سرشماری سال ۲۰۰۰ میلادی، ۸۸٫۷۹۶ بوده که در سال ۲۰۰۷ میلادی به ۱۰۱٫۸۹۴ نفر افزایش یافته‌است.